# (A)Torzija
(A)Torzija ist ein slowenischer Kurzfilm aus dem Jahr 2002 von Stefan Arsenijević. Der Film gewann zahlreiche Filmpreise, darunter den Goldenen Bären sowie den Europäischen Filmpreis, und erhielt eine Oscar-Nominierung.

## Handlung
Der Film spielt während der Belagerung von Sarajevo 1994 in selbiger. Ein Chor möchte nach Paris fliegen, um am europäischen Chorwettbewerb teilzunehmen und harrt im Sarajevo-Tunnel aus, der zum Flughafen führt. Auf einmal kommt es zu Beschuss. Der Lärm macht eine trächtige Kuh wild. Einer der Chorsänger hat Tiermedizin studiert und versucht, das Tier oder zumindest das Kalb zu retten, da der Uterus der Kuh verdreht ist. Der Chor singt, um die Kuh vom Lärm abzulenken, während probiert wird, die Gebärmutter zu entdrehen. Hierbei entsteht Streit zwischen den Chormitgliedern. Ein lautes Muhen der Kuh macht allen den Ernst der Lage für das Tier bewusst und der Chor singt wieder, nun harmonischer. Zunächst scheint alles gut zu gehen, doch weigert sich die Kuh nach der Entbindung das Kalb anzunehmen. In der Zwischenzeit bekommt der Chor die Mitteilung, dass ihm nur noch wenige Minuten bleiben, um den Tunnel zu passieren. Es werden zwei Hunde geholt, damit sie das Neugeborene angreifen. Der Trick wirkt, die Kuh beschützt das Kalb. Der Chor schafft es rechtzeitig durch den Tunnel.

## Auszeichnungen
(A)Torzija wurde 2004 für den Academy Award in der Kategorie Bester Kurzfilm nominiert, gewann ihn jedoch nicht. Hingegen gewann er auf der Berlinale 2003 den Goldenen Bären als Bester Kurzfilm und im selben Jahr den Europäischen Filmpreis in der Kategorie Bester Kurzfilm.